# كبت الأفكار
كبت الأفكار هو آلية دفاعية نفسية. يمثل كبت الأفكار أحد أنواع النسيان المحفز الذي ينطوي على محاولة الفرد الواعية التوقف عن التفكير بفكرة معينة. غالبًا ما يرتبط كبت الأفكار مع الاضطراب الوسواسي القهري (أو سي دي). ينطوي الاضطراب الوسواسي القهري على محاولة الكبح أو «التحييد» المتكرر (عادة دون جدوى) للأفكار المؤلمة الدخيلة على الفرد والمتمركزة حول وسواس معين واحد أو أكثر. يُعتقد أيضًا أن كبت الأفكار سبب من أسباب تثبيط الذاكرة، ما أمكن إثباته من خلال الأبحاث المستخدمة لنموذج التفكير / عدم التفكير. تظهر أهمية كبت الأفكار على المستويين النفسي والسلوكي على حد سواء، ما قد يؤدي إلى التأثيرات الساخرة المتعارضة مع النية. تمثل نظرية المعالجة الساخرة نموذجًا معرفيًا من شأنه تفسير هذا التأثير التناقضي.
عندما يحاول الفرد كبت أفكاره تحت حمل إدراكي مرتفع، يزداد تواتر هذه الأفكار ويصبح الوصول إليها أكثر سهولة من ذي قبل. تظهر الأدلة أن الأفراد قادرون على كبح ترجمة أفكارهم إلى سلوكيات عند امتلاكهم درجة عالية من مراقبة النفس؛ لكن لا تنطبق هذه الحالة على السلوكيات التلقائية، التي قد تؤدي إلى أفعال كامنة غير واعية. تتفاقم هذه الظاهرة بشكل متناقض من خلال زيادة كمية الانحرافات لدى الفرد، على الرغم من وجود بعض الانتقادات على تجارب هذا المجال نتيجة استخدامها المهام المتزامنة غير الشخصية، التي قد تعكس أو لا تعكس العمليات الطبيعية أو الاختلافات الفردية بالشكل الصحيح.

## النطاق السلوكي
يمتلك كبت الأفكار أيضًا القدرة على تغيير سلوك الإنسان. وجد ماكري، وبودنهاوزن، وميلن وجيتن أنه عند الطلب من المشاركين في التجربة عدم التفكير في الصور النمطية لمجموعة معينة (على سبيل المثال، مجموعة «حليقي الرأس»)، يميل المشاركون عندئذ إلى كتابة أفكار وأوصاف أقل نمطية عن اليوم النموذجي الخاص بالفرد المنتمي إلى تلك المجموعة. مع ذلك، عند إعلام المشاركين في التجربة بمقابلتهم أحد أفراد المجموعة التي كتبوا عنها، جلس أولئك المنتمون إلى مجموعة الكبت على مسافة أبعد بشكل ملحوظ من «حليق الرأس» (فقط بسبب تأثير رؤية ملابسه). تظهر هذه النتائج أنه على الرغم من وجود تعزيز أولي للصورة النمطية، كان المشاركون في التجربة قادرين على منع هذه الصورة من التجلي في كتاباتهم؛ لم يتمكنوا من ذلك بالنسبة إلى سلوكهم.
نجحت تجارب أخرى في توثيق نتائج مماثلة. في دراسة لعام 1993، بعد تكليف المشاركين في الدراسة بمهام متزامنة متطلبة لجهد معرفي ملحوظ، أظهرت النتائج تكرارية تناقضية أعلى للأفكار الهدف مقارنة بالمجموعة المضبوطة. مع ذلك، لم تظهر دراسات مضبوطة أخرى مثل هذه التأثيرات. على سبيل المثال، وجد وينزلاف وبيتس عدم اختبار الأفراد المشاركين في التجربة ممن يركزون على مهمة إيجابية أي تأثيرات تناقضية أو ارتدادية – حتى عند تحديهم بالحمل الإدراكي. لاحظ وينزلاف وبيتس أيضًا حدوث تحسين ملحوظ في فائدة التركيز لدى الأفراد المشاركين في الدراسة عند استخدامهم الأفكار الإيجابية.
أظهرت بعض الدراسات انخفاض فعالية كبت الأفكار عند خضوع الأفراد المشاركين في الدراسة لما يشير إليه فيغنر باسم «الحمل الإدراكي» (على سبيل المثال، استخدام العديد من وسائل التشتيت الخارجية في محاولة كبت الفكرة الهدف). مع ذلك، من الممكن رصد تحسن في الفعالية طويلة الأمد وفقًا لعدد من الدراسات الأخرى التي استخدمت التشتيت المركز. يعني هذا أن الكبت الناجح من شأنه تضمن عدد أقل من عوامل التشتيت. على سبيل المثال، في عام 1987، جد فيغنر، وشنايدر، وكارتر ووايت أن عامل التشتيت المفرد المحدد مسبقًا (على سبيل المثال، سيارة فوكس فاغن حمراء اللون) كاف لكبح التأثير التناقضي ما بعد الاختبار. تدعم الأدلة التي وصل إليها باورز وودي في عام 1996 نتيجة مفادها أن الأفراد الخاضعين للتنويم المغناطيسي غير قادرين على إنتاج التأثيرات التناقضية. يستند هذا إلى افتراض حدوث تجنب «نشاط عامل التشتيت» المتعمد في مثل هذا النشاط.

## التأثير على الأحلام
تحدث الأحلام بشكل رئيسي خلال نوم حركة العين السريعة (نوم الريم) وتتألف من مجموعة من الصور، والأفكار، والمشاعر والأحاسيس. على الرغم من الحاجة إلى مزيد من الأبحاث الإضافية حول هذا الموضوع، إلا أنه يُقال إن الأحلام مرتبطة بالعقل الباطن. يمتلك كبت الأفكار تأثيره الهام على موضوع العقل الباطن ومحتواه إذ تؤدي محاولة الفرد كبح أفكار معينة إلى احتمال كبير بظهورها في أحلامه. 

### نظرية التحكم الساخر
تنص نظرية التحكم الساخر، المعروفة أيضًا باسم «نظرية المعالجة الساخرة»، أن كبت الأفكار «يؤدي إلى حدوث متزايد للمحتوى المكبوت في حالة اليقظة». تكمن السخرية في الاحتمالية العالية لظهور هذه الأفكار المكبوتة في أحلام الفرد على الرغم من محاولته عدم التفكير بهذا الموضوع المعين. يوجد اختلاف بالنسبة إلى الأفراد ذوي الميل الأعلى للكبت؛ يكونون أكثر عرضة للاستجابات النفسية المرضية مثل «الأفكار الدخيلة، بما في ذلك الاكتئاب، والقلق والتفكير الوسواسي». نظرًا إلى امتلاك هؤلاء الأفراد معدل حدوث أعلى لكبت الأفكار، يختبرون بالنتيجة حالة ارتداد الأحلام في كثير من الأحيان.
يلعب الحمل الإدراكي أيضًا دوره في نظرية التحكم الساخر. أظهرت الدراسات أن مستويات الحمل الإدراكي الأكبر من شأنها زيادة احتمالية حدوث ارتداد الأحلام. بعبارة أخرى، في حال محاولة الفرد الاحتفاظ بحمل ثقيل من المعلومات قبل استغراقه في النوم، توجد فرصة كبيرة عندئذ لتجلي تلك المعلومات داخل الحلم. تظهر الدرجة الأكبر من ارتداد الأحلام لدى الأفراد ذوي الحمل الإدراكي العالي مقارنة بأولئك ذوي الحمل الغائب. مع تحسين الحمل الإدراكي العالي، تنص نظرية التحكم الساخر على أن كبت الأفكار أكثر قابلية للحدوث ومن شأنه إحداث ارتداد الأحلام.

### ارتداد الأحلام
يحدث ارتداد الأحلام عند تجلي الأفكار المكبوتة في أحلام الفرد. يمثل ضبط النفس أحد أشكال كبت الأفكار، ويمتلك العنصر المكبوت فرصة أكبر للظهور في حلم الفرد. على سبيل المثال، عند محاولة الفرد التوقف عن التدخين، قد يحلم في هذه الحالة بتدخين سيجارة أثناء نومه. وُجد أيضًا أن كبت المشاعر قادر على تحريض ارتداد الأحلام. قد يختبر الفرد حالة من إعادة حدوث التجارب الشعورية كإيحاءات ما قبل النوم، ما يؤدي في النهاية إلى ظهور الأفكار المكبوتة وتجليها داخل الحلم. تمثل التغيرات الطارئة على الفصين الجبهيين أثناء نوم حركة العين السريعة أحد أبرز العوامل المؤثرة بدورها على ارتداد الأحلام. يصبح الوصول إلى الأفكار المكبوتة أكثر سهولة خلال مرحلة نوم الريم، إذ يرجع ذلك إلى انخفاض فعالية عمليات المعالجة. يؤدي هذا بدوره إلى إتاحة أكبر لأفكار ما قبل النوم «مع زيادة في نشاط البحث عن هذه الأفكار المكبوتة». توجد العديد من الفرضيات الأخرى المتعلقة بنوم الريم وارتداد الأحلام. على سبيل المثال، يمكن الوصول بشكل أسهل إلى الارتباطات الدلالية الضعيفة، ما بعد نوم الريم، مقارنة بأي فترة أخرى بسبب زيادة قوة عمليات المراقبة الساخرة الضعيفة. توجد حاجة إلى إجراء مزيد من الأبحاث الإضافية لفهم الأسباب الدقيقة الكامنة خلف حدوث ارتداد الأحلام.